# Alfons Llorenç Gadea
Alfons Llorenç Gadea (Alcoi, 1951 - València, 2024) fou un periodista i polític valencià.
Era llicenciat en Filosofia i Lletres i doctor en Filologia. Des de 1976 treballà en RTVE i va ser redactor en TVE (València) i director dels programes Gent, terres i camins (1981), Parle vosté (1984), Esbós de ciutat, Generalitat (1987). Com a realitzador, va ser cap d'emissions de la cadena Hispavisión. Va exercir de corresponsal de Destino, Canigó i El Noticiero Universal, va col·laborar a Las Provincias, Diario de Valencia, Levante-EMV, El País, Triunfo, i altres. El 1976 va fer el guió per a TVE en homenatge a Jaume I, la primera emissió de TVE de València en valencià.
Va ser cap del Gabinet de Premsa del Consell del País Valencià (1978-1980), comissari per al 750è Aniversari del Naixement del Poble Valencià, assessor per a assumptes culturals del president de la Generalitat Valenciana (1989-1995), alcalde de Planes de 1991 a 1999 pel PSPV-PSOE, i president de la Mancomunitat de Municipis El Xarpolar. Va rebre premis del Ministeri de Cultura d'Espanya sobre art, tradicions i costums dels pobles d'Espanya i el 2007 el Premi de periodisme d'investigació Ramon Barnils. Era membre de l'Associació d'Escriptors en Llengua Catalana.
Va guanyar el Premi de la Crítica dels Escriptors Valencians el 2012 amb El sant del dia en la modalitat d'assaig.

## Obres

### Investigació i divulgació
- La moixeranga, comença la festa (1988)
- El sant del dia (2011, Edicions del Bullent)[4]

### Narrativa
- L'arbret d'Altea (1988)

### Biografies
- Manuel Sanchis Guarner: retrats d'una vida (1984)
- Sanchis Guarner i la cultura popular (1987)

### Descripció i viatges
- Pany i clau (1977)
- Mons i misteri (1986)
- Tramar, ordir i viure (1986)
- La nit de Sant Joan (1986)

### Guions
- Itineraris d'una conquesta per a televisió: TVE Catalunya, 1976
- El sexenni de Morella per a cinema, 1982
- El cas Alcoi per a TVE Catalunya, 1984
- El Túria de Bofill. Televisió: TVE Catalunya, 1985
- Trama i ordit, Costa Blanca Cinema: Moda Films, 1985 (curtmetratge)
- Trons i sons. Cinema: Moda Films, 1985
- La Festa d'Elx. Cinema, 1986